# Halina Matysik
Halina Maria Mąderek-Matysik, z d. Londońska, ps. Sowa (ur. 5 maja 1934 w Poznaniu, zm. 6 stycznia 2025) – polska nauczycielka, działaczka Związku Harcerstwa Polskiego.

## Nauka szkolna i praca zawodowa
W czasie okupacji hitlerowskiej mieszkała w Nisku nad Sanem. W czasie wojny uczyła się w tajnym nauczaniu. W 1951 roku ukończyła Liceum Ogólnokształcące w Drezdenku, tam zdała maturę i otrzymała dyplom na nauczyciela szkół ogólnokształcących stopnia podstawowego i trzyletni nakaz pracy w Liceum Ogólnokształcącym w Krzyżu Wielkopolskim. W 1953 roku ukończyła Wyższy Kurs Nauczycielski z zakresu wychowania fizycznego. W 1960 roku uzyskała tytuł magistra Wyższej Szkoły Wychowania Fizycznego w Poznaniu. Dodatkowo zaocznie ukończyła studium nauczycielskie z biologii.
Pracowała w Technikum Gastronomicznym w Pile (1960–1962), Szkole Podstawowej w Kleszczewie (1962–1967), Szkole Podstawowej w Twierdzielewie (1967–1974) i Szkole Podstawowej w Chełmsku (od 1974 do emerytury).

## Harcerstwo
W ZHP od 1945 roku. Była kolejno zastępową, przyboczną i drużynową 2 DH im. Zofii Chrzanowskiej w Nisku nad Sanem. Jej pseudonim Sowa pochodzi właśnie z tego czasu. W latach 1949–1950 była drużynową w Nowym Drezdenku. Po zawieszeniu ZHP i utworzeniu Organizacji Harcerskiej była przewodnikiem drużyny w Krzyżu Wielkopolskim. Będąc na studiach w Poznaniu, została drużynową 71 DH „Dęby” im. Elizy Orzeszkowej w IX Hufcu Poznań-Dębiec. Tam była również zastępcą komendanta hufca do spraw harcerek. Działała także w Ludowych Zespołach Sportowych.
W 1968 założyła drużynę wielopoziomową w małej szkole wiejskiej w Twierdzielewie. W 1974 roku, po likwidacji tej placówki, wraz z podjęciem pracy w Szkole Podstawowej w Chełmsku zaczęła prowadzić drużynę zuchową 1 DH „Leśne Ludki”. Równocześnie działała w Gminnym Związku Drużyn w Przytocznej, jako zastępca komendanta GZD do spraw zuchów. Od sierpnia 1977 roku, po przekształceniu GZD w Hufiec Przytoczna, została jego komendantką. Organizowała wówczas dwutygodniowe wędrowne obozy rowerowe (trasy ok. 300–400 km). Od 1984 roku była komendantką hufca Skwierzyna, a od 2010 roku – komendantką Związku Drużyn w Skwierzynie, do chwili jego rozwiązania 31 grudnia 2020 roku.
Była wielokrotną komendantką obozów letnich: drużyny (1957 i 1958), hufca Międzyrzecz (1971 i 1973), Chorągwi Gorzowskiej (1983), Hufca Skwierzyna (1992–2010).

## Odznaczenia
- 1964: Zasłużony Działacz LZS (odznaka)
- 1965: Srebrna Odznaka LZS
- 1980: Srebrny Krzyż „Za Zasługi dla ZHP”
- 1981: Złoty Krzyż Zasługi (od Rady Państwa)
- 1983, 1985: Odznaka Honorowa za zasługi dla województwa gorzowskiego
- 1986: Złoty Krzyż „Za Zasługi dla ZHP”
- 1989: Krzyż Kawalerski Orderu Odrodzenia Polski
- 1995: Honorowa Odznaka „Służba Dziecku”
- 2002: Medal Komisji Edukacji Narodowej
- 2009: Odznaka Honorowa za zasługi dla województwa lubuskiego[3][4]
- 2015: tytuł Honorowy Obywatel Skwierzyny[5]
- 2023: tytuł honorowy „Zasłużony dla Gminy Przytoczna”[6]

## Rodzina
Jej ojcem był Zdzisław Londoński (ur. 8 lipca 1888 w Bochni, zm. 6 października 1941 w KL Auschwitz), żołnierz, profesor filozofii. Matka, Maria Londońska, z domu Dutkiewicz (ur. 11 listopada 1892 w Rogoźnie, zm. 1 sierpnia 1978) była sanitariuszką w Powstaniu Wielkopolskim. Z wykształcenia była filologiem francuskim. Jej mąż Gert Matysik (zm. 21 listopada 2019) oraz córki: Dorota, Katarzyna i Magdalena są działaczami harcerskimi.